# Междуречие (Аржентина)
Междуречието или Аржентинска Месопотамия (на испански: Mesopotamia Argentina) е обширна природна област в североизточната част на Аржентина, в провинциите Мисионес, Кориентес и Ентре Риос, разположена в междуречието на реките Парана на север и запад и Уругвай на изток. Дължината ѝ от север на юг е около 1000 km, а ширината варира от 75 до 300 km. Областта обхваща източната част на Лаплатската низина и части от крайните югозападни разклонения на Бразилското плато. Дели се на три обособени части: североизточна, северна и южна..
Североизточната част на Междуречието е разположена в провинция Мисионес и обхваща крайните югозападни разклонения на Бразилското плато. Дължината ѝ е около 300 km, а ширината от 75 до 100 km. Заема най-тясната част от междуречието между двете реки. Релефът е хълмист, на североизток до границата с Бразилия и нископланински.
Северната част обхваща провинция Кориентес, като на север и запад е ограничена от река Парана , а на югоизток от река Уругвай. Представлява плоска низина с древни крайречни валове, издигащи се над обширни райони заети от блата и малки езера.
Южната част обхваща провинция Ентре Риос, между най-долните течения на двете реки. Представлява добре дренирана равнина, с височина от 90 до 110 m, заета от светли паркови гори (палми, акации, бяло кебрачо, видове прозопис и други ниски дървета), с високи треви и савани, развити върху червеникави и черноземновидни почви.
Климатът в областта е субтропичен, равномерно влажен през годината, с годишна сума на валежите 1000 – 1500 mm. Средната януарска (лятна) температура е 24 – 27°С, средна юлска (зимна) от 10°С до 18°С. Областта се явява основен район в Аржентина за производство на напитката йерба мате и цитрусови култури. Отглеждат се още ориз, тютюн, чай и др. На юг е развито месо-млечно животновъдство. На базата на богатите горски масиви е развита целулозно-хартиената промишленост. Главни иономически центрове са градовете Пасадас и Кориентес.